# Berns flygplats
Bern Belp flygplats, Berns flygplats (IATA: BRN, ICAO: LSZB), är en flygplats som betjänar Bern i Schweiz. Flygplatsen ligger inom staden Belps gränser.
Flygplatsen har två landningsbanor, en asfalterad bana 14/32 med en längd på 1 730 meter och en gräsbana 32L/12R på 650 meter. Utöver detta finns även en helikopterplatta och ett område för segelflygplan. Bana 14 har ILS- samt NDB-inflygning.
Biderhangaren, en av flygplatsens hangarer byggd av den schweiziska flygpionjären Oskar Bider, listades i november 2008 som ett världsarv av nationell betydelse av den schweiziska inventeringen av kulturegendom av nationell och regional betydelse. Flygplatsen inrymmer även Heliswiss huvudkontor.
Flygplatsen hade under 2012 ett passagerarantal på 271 111 passagerare, en ökning med 47 procent från föregående år. Den framtida utvecklingen innehåller nya taxibanor, men också en ny parkeringsplats. Enligt "Masterplan 2009-2020", ska ett helt nytt område byggas för privat luftfart på den södra sidan av flygfältet. Den befintliga terminalen byggdes ut år 2011 för att bättre tillgodose flyg till områden utanför Schengenområdet.